# Ørsted Kommune (Odense Amt)
 For alternative betydninger, se Ørsted Kommune. (Se også artikler, som begynder med Ørsted Kommune)
Ørsted Kommune var en dansk sognekommune i Assens Amtsrådskreds i Odense Amt fra 1842 til 1966. Kommunen bestod af Ørsted Sogn. Den blev i 1966 en del af Glamsbjerg Kommune. Efter strukturreformen i 2007 ligger den tidligere Ørsted Kommune i Assens Kommune.